# Прошкин, Виталий Васильевич
Вита́лий Васи́льевич Про́шкин (8 мая 1976, Электросталь, РСФСР, СССР) — российский хоккеист, защитник. Чемпион мира 2008 и 2009 годов. Заслуженный мастер спорта России (2009).

## Биография
Начинал играть в г. Электросталь, Московской обл..
В составе московского «Динамо» чемпион России 2000.
В составе казанского «Ак Барса» чемпион России 2006, обладатель Кубка европейских чемпионов 2007.
В составе уфимского «Салавата Юлаева» чемпион России 2008, обладатель Кубка Гагарина в сезоне 2010/2011. Серебряный призёр Чемпионата России 2014.
Игрок сборной России, чемпион мира 2008 и 2009 годов.
Участник матча звёзд КХЛ (2009, 2012).
14 августа 2015 года принял решение завершить карьеру хоккеиста.

## Статистика
| Легенда | Легенда                    | Легенда | Легенда                   | Легенда | Легенда    |
| ------- | -------------------------- | ------- | ------------------------- | ------- | ---------- |
| И       | Количество проведённых игр | Штр     | Штрафное время            | +/−     | Плюс-минус |
| Г       | Голы                       | П       | Голевые передачи          | О       | Очки       |
| -       | Статистика неизвестна      | —       | Статистика не учитывалась |         |            |

## Награды
- Медаль ордена «За заслуги перед Отечеством» II степени (30 июня 2009 года) — за большой вклад в победу национальной сборной команды России по хоккею на чемпионатах мира в 2008 и 2009 годах[3]